# Ceromitia centrologa
Ceromitia centrologa là một loài bướm đêm thuộc họ Adelidae. Loài này có ở Nam Phi.